# ZTE
ZTE Corporation (chiń. 中兴通讯股份有限公司; Zhong Xing Telecommunication Equipments Company Limited, gdzie Zhong Xing znaczy „Pomyślność Chin”) – jedna z największych chińskich firm telekomunikacyjnych oferujących rozwiązania telekomunikacyjne i dostęp do internetu.
ZTE tworzy produkty związane z łącznością bezprzewodową, centralami telefonicznymi, komunikacją światłowodową, transmisją danych, sprzętem telekomunikacyjnym, oprogramowaniem telekomunikacyjnym i telefonami komórkowymi. ZTE sprzedaje produkty głównie pod własną nazwą, ale jest również producentem OEM.

## Historia
W 1985 roku grupa inwestorów powiązanych z chińskiego ministerstwa przemysłu lotniczego założyła w Shenzhen przedsiębiorstwo Zhongxing Semiconductor Co., Ltd. W marcu 1993 przedsiębiorstwo zmieniło swoją nazwę na Zhongxing New Telecommunications Equipment Co., Ltd, a przedsiębiorstwo działało w modelu państwowej własności i prywatnych operacji. Pierwsza oferta publiczna na giełdzie w Shenzhen miała miejsce w 1997 i w grudniu 2004 w Hongkongu.
W 2009 ZTE było trzecim największym dostarczycielem sprzętu GSM na świecie, z udziałem wielkości 20% .
W marcu 2017 przyznał się do winy przez eksport technologii amerykańskiej do Iranu i Korei Północnej z naruszeniem sankcji gospodarczych i zostało ukarane grzywna w wysokości 1,19 mld USD przez Departament Handlu Stanów Zjednoczonych.

## Produkty
ZTE działa w trzech segmentach biznesowych: sieci operatorów, działalność rządowa i korporacyjna oraz działalność konsumencka.